# VIIIe législature de la Troisième République française
La VIIIe législature de la Troisième République française est un cycle parlementaire qui s'ouvre le 1er juin 1902 et se termine le 31 mai 1906.

## Composition de l'exécutif
Président de la République : 
- Émile Loubet (1899-1906)
- Armand Fallières (1906-1913)

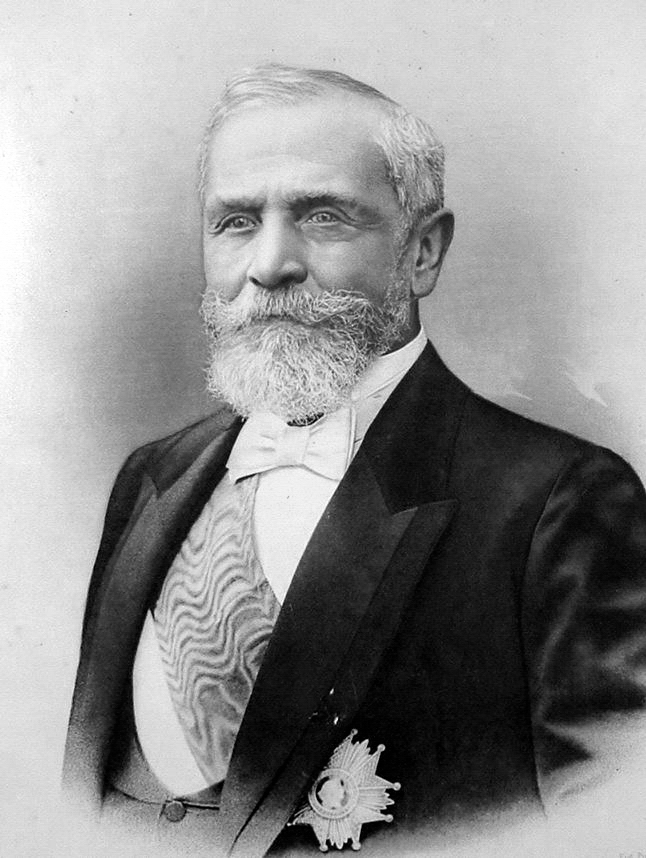
Émile Loubet
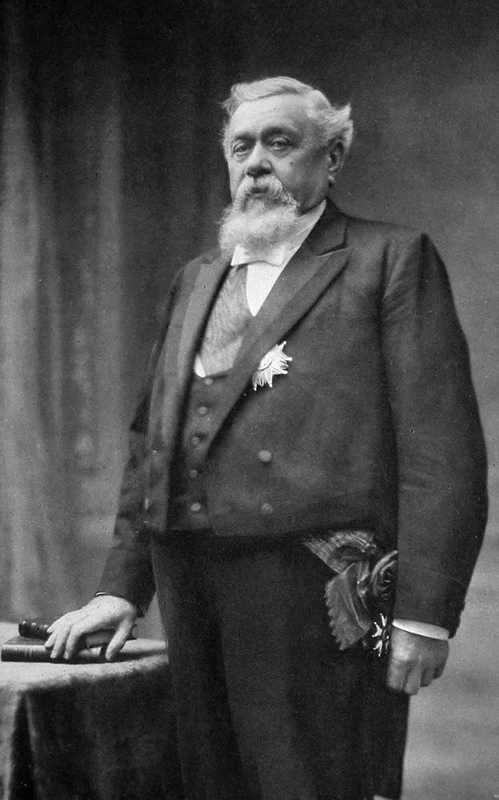
Armand Fallières

Président de la Chambre des députés : 
- Léon Bourgeois (1902-1904)
- Henri Brisson (1904-1905)
- Paul Doumer (1905-1905)

Léon Bourgeois
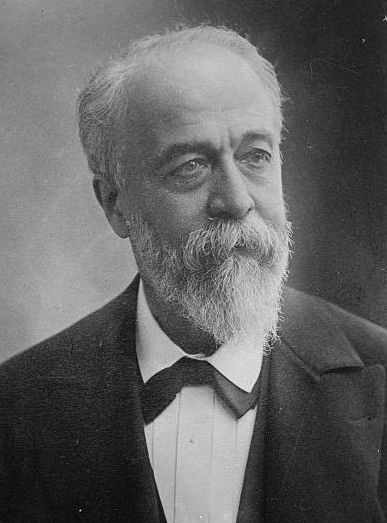
Henri Brisson
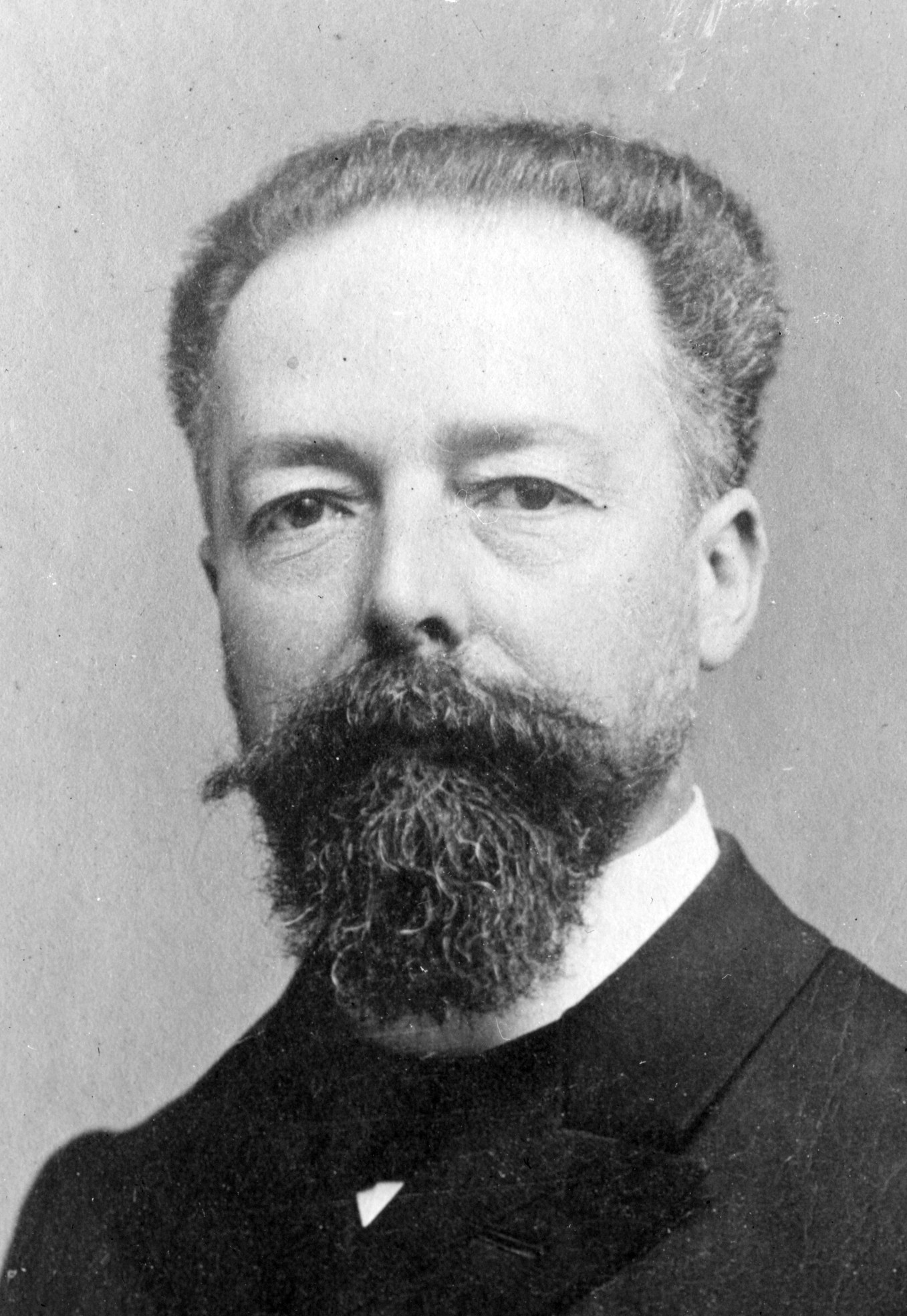
Paul Doumer

| Gouvernement | Gouvernement                 | Gouvernement                     | Dates (Durée)                                            | Président du Conseil      | Composition initiale                   |
| ------------ | ---------------------------- | -------------------------------- | -------------------------------------------------------- | ------------------------- | -------------------------------------- |
| 1            | Le nouveau ministère en 1902 | Gouvernement Émile Combes        | du 7 juin 1902 au 18 janvier 1905 (2 ans et 225 jours)   | Émile Combes (PRRRS)      | 11 ministres 1 sous-secrétaire d'État  |
| 2            | Maurice Rouvier              | Gouvernement Maurice Rouvier (2) | du 24 janvier 1905 au 18 février 1906 (1 an et 25 jours) | Maurice Rouvier (ARD)     | 11 ministres 3 sous-secrétaires d'État |
| 2            | Maurice Rouvier              | Gouvernement Maurice Rouvier (3) | du 18 février 1906 au 7 mars 1906 (17 jours)             | Maurice Rouvier (ARD)     | 11 ministres 2 sous-secrétaires d'État |
| 3            | Ferdinand Sarrien            | Gouvernement Ferdinand Sarrien   | du 14 mars 1906 au 20 octobre 1906 (220 jours)           | Ferdinand Sarrien (PRRRS) | 11 ministres 3 sous-secrétaires d'État |

## Composition de la Chambre des députés

### Composition en début de législature
| Groupe parlementaire     | Groupe parlementaire     | Groupe parlementaire       | Députés |  |
| Groupe parlementaire     | Groupe parlementaire     | Groupe parlementaire       | Total   |  |
| ------------------------ | ------------------------ | -------------------------- | ------- |  |
|                          | GR                       | Gauche radicale            | 116     |  |
|                          | RP                       | Républicains progressistes | 114     |  |
|                          | UD                       | Union démocratique         | 89      |  |
|                          | GRS                      | Gauche radicale-socialiste | 86      |  |
|                          | ALP                      | Action libérale populaire  | 78      |  |
|                          | RN                       | Républicain nationaliste   | 58      |  |
|                          | SP                       | Socialiste parlementaire   | 37      |  |
|                          | SR                       | Socialiste révolutionnaire | 12      |  |
|                          |                          |                            |         |  |
| Total des sièges pourvus | Total des sièges pourvus | Total des sièges pourvus   | 590     |  |

#### Composition détaillée
| Bloc                 | Groupes | Groupes                    | Tendances                   | Tendances                                       | Tendances |
| -------------------- | ------- | -------------------------- | --------------------------- | ----------------------------------------------- | --------- |
| Révolutionnaire 12   |         | Socialiste révolutionnaire |                             | Parti socialiste de France                      | 12        |
| Bloc des gauches 328 |         | Socialiste parlementaire   |                             | Parti socialiste français                       | 37        |
| Bloc des gauches 328 |         | Gauche radicale-socialiste |                             | Parti républicain radical et radical-socialiste | 86        |
| Bloc des gauches 328 |         | Gauche radicale            |                             | Parti républicain radical et radical-socialiste | ?         |
| Bloc des gauches 328 |         | Gauche radicale            | Radicaux indépendants       | ?                                               |           |
| Bloc des gauches 328 |         | Union démocratique         |                             | Alliance républicaine démocratique              | 89        |
| Antidreyfusard 250   |         | Républicains progressistes |                             | Association nationale républicaine              | ?         |
| Antidreyfusard 250   |         | Républicains progressistes | Union libérale républicaine | ?                                               |           |
| Antidreyfusard 250   |         | Action libérale populaire  |                             | Action libérale populaire                       | 67        |
| Antidreyfusard 250   |         | Action libérale populaire  | Conservateurs monarchistes  | 21                                              |           |
| Antidreyfusard 250   |         | Républicain nationaliste   |                             | Nationalistes                                   | 58        |
| Total :              | Total : | Total :                    | Total :                     | Total :                                         | 590       |

### Composition en fin de législature
| Groupe parlementaire     | Groupe parlementaire     | Groupe parlementaire               | Députés |  |
| Groupe parlementaire     | Groupe parlementaire     | Groupe parlementaire               | Total   |  |
| ------------------------ | ------------------------ | ---------------------------------- | ------- |  |
|                          | GR                       | Gauche radicale                    | ?       |  |
|                          | GRS                      | Gauche radicale-socialiste         | ?       |  |
|                          | RP                       | Républicains progressistes         | ?       |  |
|                          | ALP                      | Action libérale populaire          | ?       |  |
|                          | UD                       | Union démocratique                 | ?       |  |
|                          | GD                       | Gauche démocratique                | ?       |  |
|                          | US                       | Unité socialiste                   | ?       |  |
|                          | RN                       | Républicain nationaliste           | ?       |  |
|                          | UR                       | Union républicaine                 | ?       |  |
|                          | EXGRS                    | Extrême gauche radicale-socialiste | ?       |  |
|                          | SP                       | Socialiste parlementaire           | ?       |  |
|                          |                          |                                    |         |  |
| Total des sièges pourvus | Total des sièges pourvus | Total des sièges pourvus           | 620     |  |

#### Composition détaillée
| Bloc           | Groupes | Groupes                            | Tendances                  | Tendances                                       | Tendances |
| -------------- | ------- | ---------------------------------- | -------------------------- | ----------------------------------------------- | --------- |
| Socialiste     |         | Unité socialiste                   |                            | Section française de l'Internationale ouvrière  | ?         |
| Ministériel    |         | Socialiste parlementaire           |                            | Socialistes indépendants                        | ?         |
| Ministériel    |         | Extrême gauche radicale-socialiste |                            | Parti républicain radical et radical-socialiste | ?         |
| Ministériel    |         | Gauche radicale-socialiste         |                            | Parti républicain radical et radical-socialiste | ?         |
| Ministériel    |         | Gauche radicale                    |                            | Parti républicain radical et radical-socialiste | ?         |
| Ministériel    |         | Gauche radicale                    | Radicaux indépendants      | ?                                               |           |
| Ministériel    |         | Gauche démocratique                |                            | Alliance républicaine démocratique              | ?         |
| Ministériel    |         | Union démocratique                 |                            | Alliance républicaine démocratique              | ?         |
| Ministériel    |         | Union républicaine                 |                            | Progressistes ministériels                      | ?         |
| Antidreyfusard |         | Républicains progressistes         |                            | Fédération républicaine                         | ?         |
| Antidreyfusard |         | Action libérale populaire          |                            | Action libérale populaire                       | ?         |
| Antidreyfusard |         | Action libérale populaire          | Conservateurs monarchistes | ?                                               |           |
| Antidreyfusard |         | Républicain nationaliste           |                            | Nationalistes                                   | ?         |
| Total :        | Total : | Total :                            | Total :                    | Total :                                         | 622       |

En janvier 1904, le groupe radical-socialiste se scinde en deux entre la Gauche radicale-socialiste et l'Extrême gauche radicale-socialiste.
Le 3 février 1905, l'aile favorable au gouvernement Combes de l'Union démocratique scissionne et crée le groupe de la Gauche démocratique.
Le 2 mars 1905, et jusqu'en 1911, l'aile gauche des Républicains Progressistes quitte le groupe formant l'Union républicaine.
En avril 1905 après l'union au sein de la SFIO, les deux groupes socialistes fusionnent au sein du Groupe socialiste unifié. Une minorité de socialistes indépendants n'y adhèrent pas et maintiennent le groupe Socialiste parlementaire, ils forment la base du Parti républicain-socialiste.

## Evènements marquants au cours de la législature
- 8 avril 1904 : le Royaume-Uni et la France concluent un accord d’Entente cordiale
- 28 octobre 1904 : début de l'affaire des fiches
- 11 février 1905 : première grève des sardinières à Douarnenez
- 3 juillet 1905 : le projet de loi de séparation des Églises et de l'État , déposé par Aristide Briand, est adopté à la Chambre par 341 voix contre 233
- 16 janvier - 7 avril 1906 : la conférence d’Algésiras règle les droits sur le Maroc entre la France, l’Espagne, le Royaume-Uni et l’Allemagne et clôt l'affaire marocaine
- 10 mars 1906 : catastrophe de Courrières